# Кнителфелд
Кнителфелд град је у Аустрији, смештен у средишњем делу државе. Значајан је град у покрајини Штајерској, као седиште истоименог округа Кнителфелд.

## Природне одлике
Кнителфелд се налази у средишњем делу Аустрије, 190 км југозападно од главног града Беча. Главни град покрајине Штајерске, Грац, налази се 70 km источно од града.
Град Кнителфелд се сместио у долини реке Муре. Изнад града се издижу Алпи. Надморска висина града је око 650 m.

## Становништво
| 1981.  | 1991.  | 2001.  | 2011.  |
| ------ | ------ | ------ | ------ |
| 15.219 | 14.005 | 13.826 | 12.686 |

По процени из 2016. у граду је живело 12658 становника. Последњих деценија број становника града се смањује.

## Галерија
- Главни градски трг
- Римокатоличка Црква св. Руперта
- Дом културе
- Железничка станица у Кнителфелду